# Rex (München)

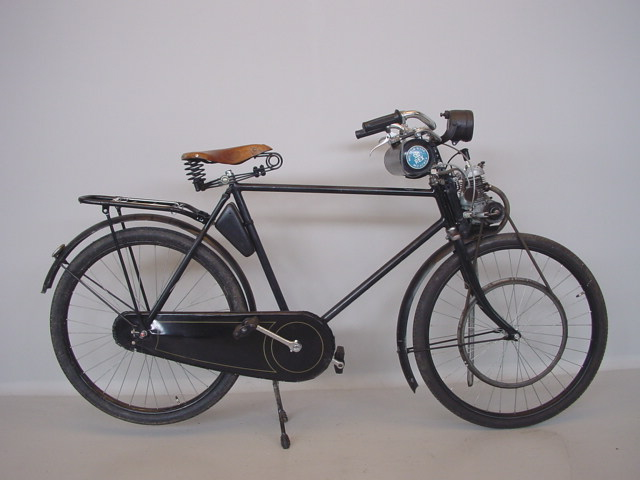
Rexbromfiets uit 1952

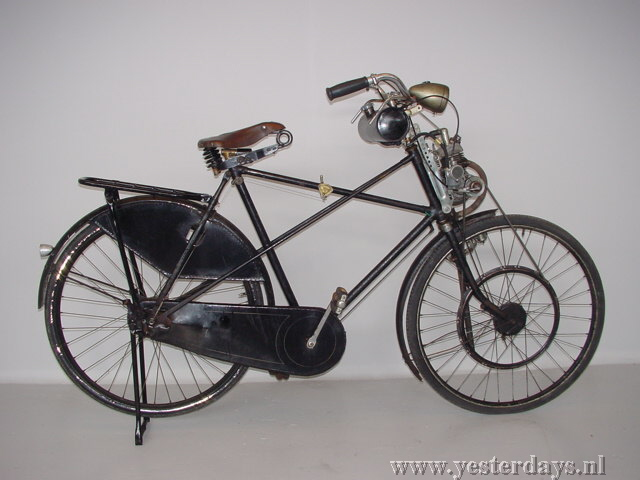
Rexbromfiets uit 1956

Rex is een historisch merk van motorfietsen.
De motorfietsen werden gefabriceerd bij Rex Motorenwerk GmbH, later Rex Motorenwerk E. & K. Bagusat, München in de periode 1948-1964.
Rex was een Duits bedrijf dat aanvankelijk 31-, 34- en 40cc-clip-on motoren maakte, maar later ook grotere aantallen bromfietsen en lichte motorfietsen met eigen 48cc-tweetaktmotoren. De clip-on motoren werden goed verkocht: meer dan 100.000 gingen ervan over de toonbank. Er was een riemaandrijving naar het voorwiel en door het blok omhoog of omlaag te zetten werd er ge- of ontkoppeld.